# Cantó de Chaumont-Nord
El cantó de Chaumont-Nord és un cantó francès del departament de l'Alt Marne, al districte de Chaumont. Compta amb vuit municipis: Brethenay, Chamarandes-Choignes, Condes, Euffigneix, Jonchery, Laville-aux-Bois, Riaucourt, Treix; i part del de Chaumont (capital de l'Alt Marne).
| Data d'elecció                  | Identitat          | Partit           | Qualitat |
| ------------------------------- | ------------------ | ---------------- | -------- |
| 1945-1964                       | Jean Masson        | radical          |          |
| 1964-1979                       | Marcel Baron       | UDF-radical      |          |
| 1979-1992                       | Georges Berchet    | UDF-radical      |          |
| 1992-                           | Gérard Groslambert | RPR, després UMP |          |
| les dades anteriors no se saben |                    |                  |          |